# Complejo deshidrogenasa de alfa-cetoácidos de cadena ramificada

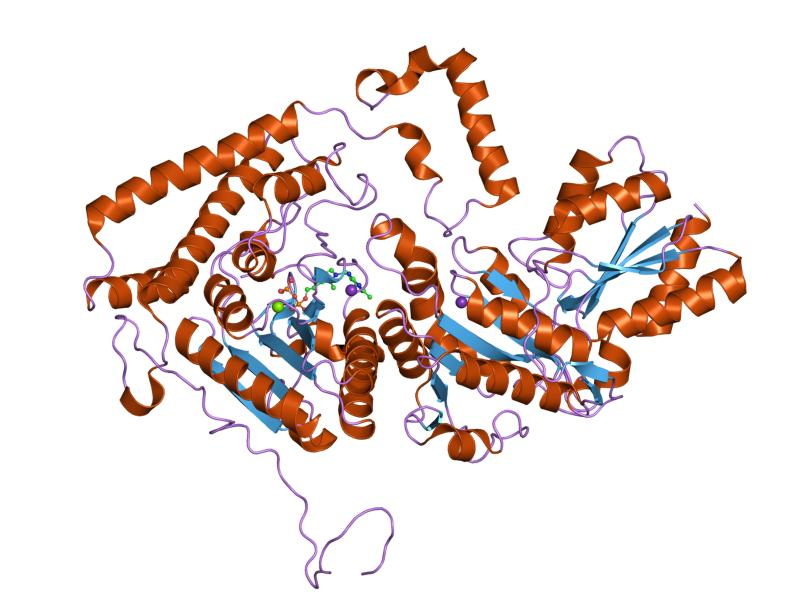
Imagen esquemática de la estructura de una de las porciones del complejo de la deshidrogenasa de alfa-ceto ácidos de cadenas laterales ramificadas

El complejo deshidrogenasa de alfa-cetoácidos de cadena ramificada (por sus siglas en inglés, BCKDC) es un complejo de enzimas de múltiples subunidades estructurales localizado en la membrana interior mitocondrial. Este complejo de enzima cataliza el descarboxilación oxidativa de alfa-cetoácidos de cadena ramificada. La enzima es miembro de la familia de complejos de deshidrogenasas mitocondriales de α-cetoácidos donde se incluye la piruvato deshidrogenasa y la Alfa-cetoglutarato deshidrogenasa, enzimas claves que operan en el Ciclo de Krebs.

## Función biológica

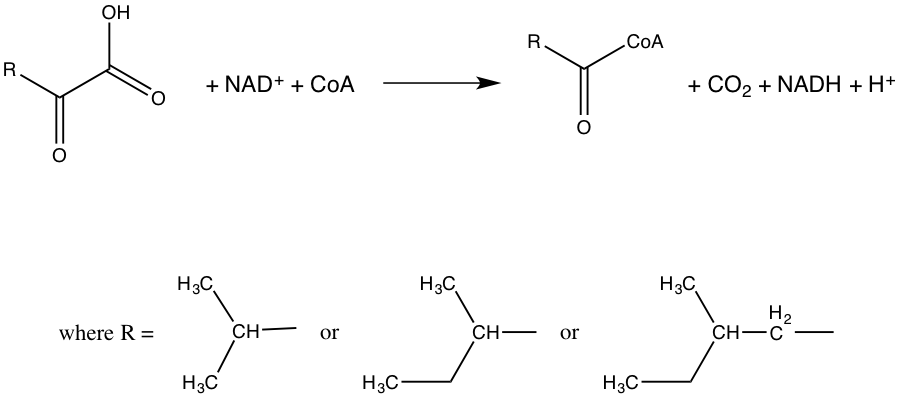
Figura 1: Reacción generalizada catalizada por el complejo de la deshidrogenasa de alfa-cetoacidos de cadena ramificada.

En tejido animal, el complejo BCKDC cataliza un paso irreversible en el catabolismo de aminoácidos de cadena ramificada—concretamente la L-isoleucina, L-valina, L-leucina L-treonina y sus derivados (L-alfa ceto-beta-metilvalerato, alfa-cetoisovalerato, alfa-cetoisocaproato, y la alfa-cetobutirato respectivamente). En bacterias, esta enzima participa en la síntesis de ácidos grasos ramificados de cadena larga. En plantas, esta enzima está implicada en la síntesis de hidrocarburos ramificados de cadena larga, aunque su estructura es un poco diferente que la de los animales y bacterias especialmente a nivel de la subunidad E2.

## Estructura
El mecanismo por el que el complejo BCKDC ejerce su función se fundamenta en gran parte por la compleja estructura de este gigante complejo enzimático. La enzima está compuesta por tres componentes catalíticos codificados por diferentes genes: la alfa-cetoácido deshidrogenasa (también referida como la subunidad E1), la dihidrolipoil transacilasa (subunidad E2), y la Dihidrolipoil deshidrogenasa (subunidad E3). Además, emplea 2 enzimas reguladoras, la BCKDH fosfatasa y la BCKDH quinasa.
En humanos, 24 copias de la subunidad E2 se sitúan en simetría octaédrica formando el núcleo del complejo BCKDC. Unidos de manera no-covalente a este polímero de 24 subunidades E2 se ubican 12 tetrámeros α2β2 de la subunidad E1 y 6 homodímeros de la subunidad E3.  Además del dominio de unión entre E1 y E3 hay otras 2 dominios estructurales importantes en la subunidad E2: (i) un dominio cargado con lipoil en el extremo amino terminal de la proteína y (ii) un dominio estructural interno en el extremo carboxi-terminal. Este dominio interno está enlazado a los otros dos dominios de la subunidad E2 por dos segmentos interdominio que funcionan como uniones de enlace. El dominio interno tienen gran utilidad para la formación de un núcleo oligomérico del complejo enzimático y cataliza la reacción de la aciltransferasa (véase el epígafe de Mecanismo más abajo). El dominio lipoil de E2 tienen la libertad estructural de intercambiar de ubicación los sitios activos de E1, E2, y E3 en el complejo BCKDC ensamblado y lo logra en virtud de la flexibilidad conformational del antedicho segmentos de unión (véase la Figura 2). Así, en términos de función así como de su estructura, el complejo E2 juega una función central en la reacción global catalizada por la enzima BCKDC.

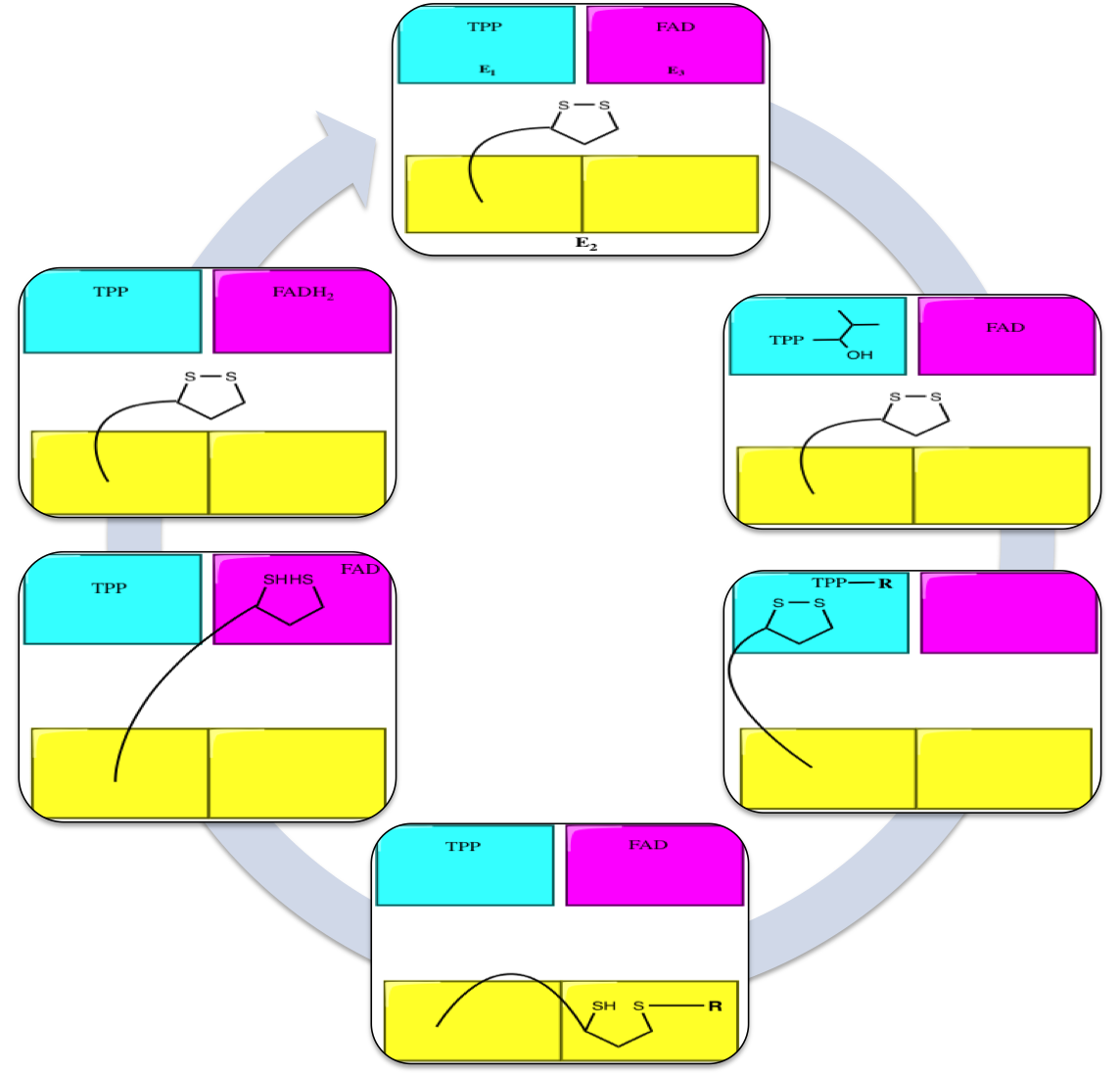
Figura 2: Reacción esquemática dominio lipoil que se intercambia entre las unidades del complejo BCKDC. Aun cuando este dominio lipoil erstá sujetado covalentemente a la subunidad E_{2}, es libre de balancearse entre E_{1}, E_{2}, y E_{3}.

### Subunidad E1
La subunidad E1 emplea al pirofosfato de tiamina (TPP) como cofactor catalítico. E1 cataliza tanto la descarboxilación del α-cetoácido y la subsiguiente reducción por acilación de la mitad lipoil (otro cofactor catalítico) que está unido de manera covalente a la subunidad E2. El componente E1 está conformado por 2 subunidades E1alfa y E1beta, formando un tetrámeroː E1alfa2-E1beta2.

### Subunidad E2
La subunidad E2 cataliza una transferencia del grupo acilo de la mitad lipoil a la coenzima A (un cofactor estequiométrico).

### Subunidad E3
La subunidad E3 es una flavoproteina, y re-oxida al ya reducido grupo sulfuro de lipoil en la subunidad E2 utilizando como oxidante al cofactor catalítico FAD. El FAD entonces transfiere estos protones y electrones al NAD+ (un cofactor estequiométricos) para completar el ciclo de reacción. La unidad E3 interviene también con los complejos piruvato deshidrogenasa y alfacetoglutarato deshidrogenasa. Como consecuencia del fallo de este complejo enzimático, se produce acumulación de los aminoácidos leucina, isoleucina y valina y sus alfa-cetoácidos correspondientes.
El fallo de la unidad E3 produce además una acumulación de los ácidos pirúvico, láctico, alfaceto-glutárico, 2-hidroxibutírico, 3-hidroxibutírico y 3 hidroxiisovalérico en vista de su participación con los complejos piruvato y alfa-cetoglutarato deshidrogenasas.

### Coenzimas
Esto complejo requiere las siguientes 5 coenzimas:
- Difosfato de tiamina
- FAD
- NAD+
- Ácido lipoico
- Coenzima A

## Mecanismo

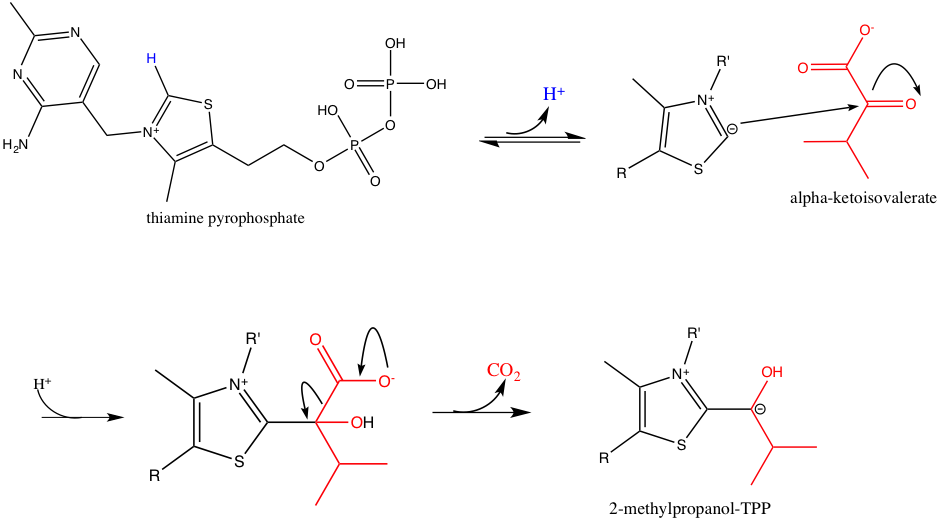
Figura 3: la α-cetoisovalerata se combina con TPP y es entonces descarboxilada

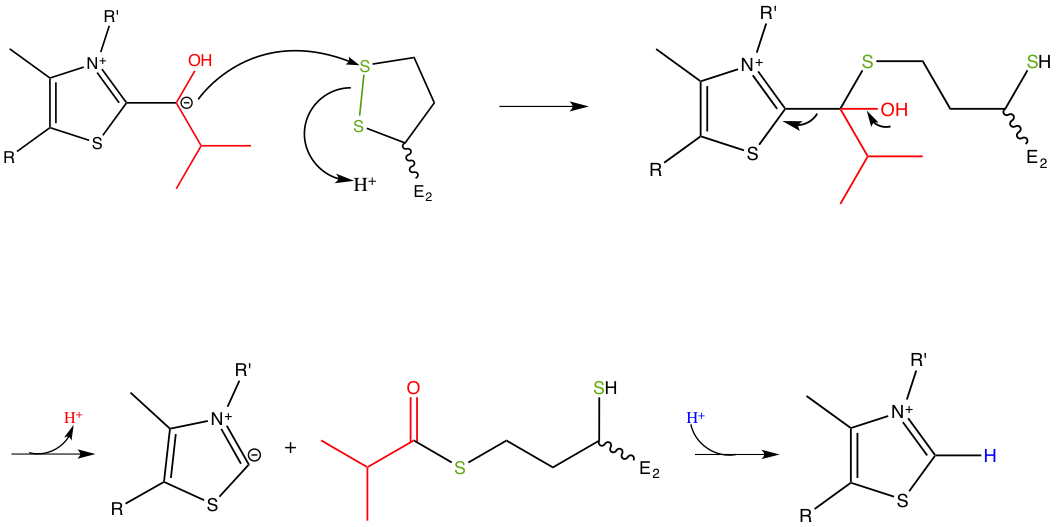
Figura 4: El 2-metilpropanol-TPP es oxidado para formar un grupo acilo mientras que es simultáneamente transferido al cofactor lipoil en la subunidad E_{2}. El TPP es regenerado.

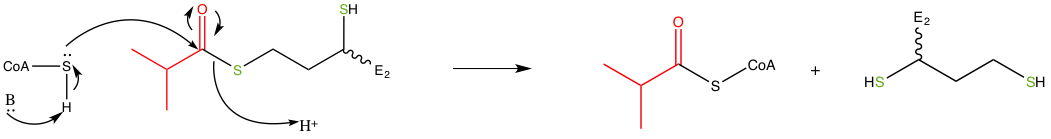
Figura 5: Acil transferencia al grupo CoA

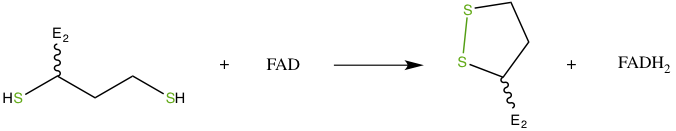
Figura 6: Oxidación de la mitad lipoil por la coenzima FAD

Como ya se ha mencionado, la función principal el complejo BCKDC en mamíferos es la de catalizar un paso irreversible en el catabolismo de aminoácidos de cadena ramificada. Aun así, el complejo BCKDC tiene una especificidad relativamente amplia, también realiza la alfa oxidación de 4-metiltio-2-oxobutirato y 2-oxobutirato en índices comparables y con valores de KM similares a los de sus sustratos de aminoácido de cadena ramificada. El complejo BCKDC también es capaz de oxidar al piruvato, pero a una velocidad de reacción tan lenta que tiene muy poca relevancia fisiológica.
El mecanismo de reacción se muestra a continuación. Para ilustrar los pasos reactivos se pudiera usar cualquiera de las estructuras de los varios α-cetoacidos de cadena ramificada; para este ejemplo, se presenta al α-cetoisovalerato como sustrato del complejo BCKDC.
NOTA: Los pasos 1 y 2 ocurren en el dominio E1 
PASO 1: la α-cetoisovalerato se combina con TPP y es entonces descarboxilada. El mecanismo que empuja la dirección de la flecha se muestra en la Figura 3.
PASO 2: El 2-metilpropanol-TPP es oxidado para formar un grupo acilo, mientras que es simultáneamente transferido al cofactor lipoil en la subunidad E2. Es de notar que en este paso el TPP es regenerado. El mecanismo que empuja la dirección de la flecha se muestra en la Figura 4.
NOTA: El brazo lipoil acilado ahora se desprende de la subunidad E1 y salta al sitio activo de E2, donde ocurre el paso 3.
PASO 3: Acil transferencia al grupo CoA. El mecanismo que empuja la dirección de la flecha se muestra en la Figura 5.
NOTA: El brazo lipoil reducido ahora pasa al sitio activo de la subunidad E3, donde ocurren los Pasos 4 y 5.
PASO 4: Oxidación de la mitad lipoil por la coenzima FAD, mostrado en la Figura 6.
PASO 5: Reoxidación de FADH2 a FAD, produciendo NADH:
FADH2 + NAD+ --> FAD + NADH + H+

## Rol en enfermedades
Una deficiencia en cualquiera de las enzimas de este complejo, así como una inhibición generalizada del complejo produce una acumulación aminoácidos de cadena ramificada y sus derivados nocivos para el cuerpo. Estas acumulaciones dejan un olor dulce en las excreciones corporales (tales como el serumen de oreja y en la orina), produciendo una patología conocida como enfermedad del jarabe de arce.
Esta enzima es un autoantígeno reconocida en la cirrosis biliar primaria, una forma de insuficiencia aguda de hígado. Estos anticuerpos parecen reconocer ciertas proteínas oxidadas que son el resultado de respuestas inmunes inflamatorias. Algunas de estas respuestas inflamatorias están involucradas en enfermedades como la sensibilidad al gluten no celíaca. Otros autoantígenos mitocondriales incluyen el piruvato deshidrogenasa y la alfa-cetoglutarato deshidrogenasa de cadena ramificada, los cuales son antígenos reconocidos por anticuerpos mitocondriales.